# Bündner Alpen

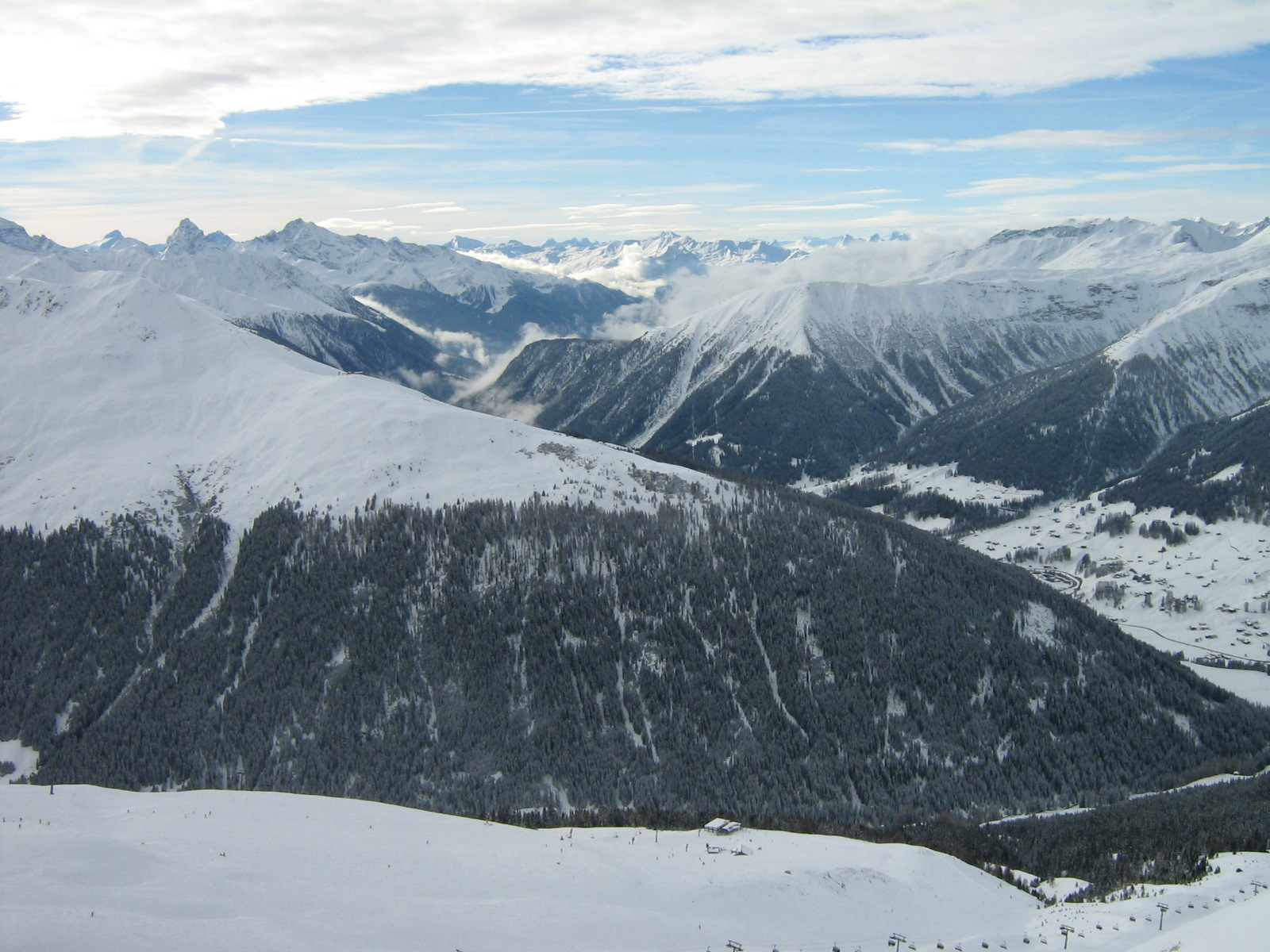
Bündner Alpen vom Jakobshorn (2590 m) gesehen, Blick nach Südwesten

Die Bündner Alpen sind die Alpen im Kanton Graubünden in der Schweiz, sie nehmen den ganzen Südostteil der Schweizer Alpen ein. Ihr höchster Gipfel und einziger Viertausender ist der Piz Bernina mit 4049 m ü. M.

## Einordnung in den Alpengliederungen
Die Bündner Alpen zählen zu den Zentralalpen der Alpen, das schweizerisch-italienische Grenzgebiet ab der Alpenrhein–Hinterrhein-Furche ostwärts zu den Ostalpen (Westliche Ostalpen) nach Usus der Zweiteilung nach der Alpenvereinseinteilung der Ostalpen.

## Gliederung
| Bündner Alpen im weiteren Sinn 1. Adulagruppe 2. Nordengadiner Alpen 3. Plessurgruppe 4. Rhätikongruppe 5. Südengadiner Alpen 6. Luganeralpen | SAC Gruppe E 1. Tamina-Alpen und Plessur-Alpen 2. Bündneroberland und Rheinwaldgebiet (Lukmanierpass – Domleschg) 3. Avers – Misox – Calanca (San-Bernardino-Pass bis Septimer) 4. Südliche Bergeller Berge mit Monte Disgrazia 5. Berninagruppe 6. Albula-Alpen (Septimer – Flüela) 7. Rätikon 8. Silvrettagruppe und Samnaun 9. Münstertaler Alpen und Umbrailgruppe 10. Mittleres Engadin und Puschlav (Spöl – Berninapass/Puschlav) (1) |

1 mit Quattervals, Piz Languard, Paradisin, Saosseo, Scalino, Combolo